# Vergoncey
Vergoncey ist eine Ortschaft und eine ehemalige französische Gemeinde mit 184 Einwohnern (Stand 1. Januar 2022) im Département Manche in der Region Normandie. Sie gehörte zum Kanton Saint-Hilaire-du-Harcouët im Arrondissement Avranches.
Mit Wirkung vom 1. Januar 2017 wurden die bisherigen Gemeinden Saint-James, Argouges, Carnet, La Croix-Avranchin, Montanel, Vergoncey und Villiers-le-Pré zur namensgleichen Commune nouvelle Saint-James zusammengelegt. Die ehemaligen Gemeinden haben in der neuen Gemeinde den Status einer Commune déléguée. Der Verwaltungssitz befindet sich im Ort Saint-James.

## Lage
Nachbarorte von Vergoncey sind Pontorson und Servon im Nordwesten, Crollon im Nordosten, Juilley und Saint-Senier-de-Beuvron im Osten und La Croix-Avranchin im Süden und im Südwesten.

## Bevölkerungsentwicklung
| Jahr      | 1962 | 1968 | 1975 | 1982 | 1990 | 1999 | 2008 | 2015 |
| --------- | ---- | ---- | ---- | ---- | ---- | ---- | ---- | ---- |
| Einwohner | 337  | 205  | 263  | 229  | 196  | 209  | 216  | 202  |

## Sehenswürdigkeiten

Kirche Saint-Hilaire

- Kirche Saint-Hilaire